# Proboszcz z Tours
Proboszcz z Tours (oryg. fr. Le curé de Tours) – powieść Honoriusza Balzaka z 1832, stanowiąca część Scen z życia prywatnego Komedii ludzkiej
Powieść na język polski przełożył Tadeusz Boy-Żeleński. Przekład ten ukazał się w 1926 r. jako tom 85 Biblioteki Przekładów Boya, wraz z opowiadaniem Dziewczyna o złotych oczach. W publikowanych przez wydawnictwo Czytelnik przekładach Komedii ludzkiej tekst ten został zamieszczony w tomie VIII, Warszawa 1958.

## Czas powstania utworu
Balzac napisał Proboszcza z Tours na przełomie kwietnia i maja 1832 roku w Saint-Firmin, na skraju lasu Chantilly, dokąd wywiozła go z Paryża Laura de Berny. Utwór został opublikowany w maju 1832 roku u Mame-Delaunay w III tomie Scen z życia prywatnego pod tytułem Célibataires. Po raz drugi utwór został wydany w grudniu 1833 roku u Mme Béchet, w Scenach z życia prowincji stanowiących VI tom Studiów obyczajowych XIX wieku. Balzac dodał wówczas na końcu opowiadania komentarz dotyczący Trouberta, oraz uzupełnił rozmowę pomiędzy Troubertem a panią de Listomère o myśli rozmówców. Po raz kolejny utwór ukazał się w listopadzie 1839 roku u Charpentiera.
W listopadzie 1842 roku przygotowując wydanie Komedii ludzkiej Balzac zdecydował się w Scenach z życia prowincji wydzielić serię Celibatariusze, w której zamierzał umieścić Piotrusię, Kawalerskie gospodarstwo oraz Celibatariuszy właśnie. Zmusiło go to do poszukania nowego tytułu dla utworu. Początkowo skłaniał się ku Ojcu Troubert (L'Abbé Troubert). Ostatecznie jednak zdecydował się tytułową postacią uczynić księdza Birotteau i ostatecznie odrzuciwszy Kanonika świętego Gracjana i Wikarego katedralnego, wybrał Proboszcza z Tours. W kwietniu 1843 roku Proboszcz z Tours ukazał się w VI tomie Komedii ludzkiej w Scenach z życia prowincji. W wydaniu tym Balzac dodał dedykację dla rzeźbiarza Jean-Pierre Davida (zwanego Davidem d'Angers), jako podziękowanie za wykonanie przez artystę popiersia pisarza. Popiersie to znajduje się obecnie w muzeum Carnavalet.

## Treść
Ksiądz Franciszek Birotteau, brat bohatera Historii wielkości i upadku Cezara Birotteau, jest jednym z księży katedry Świętego Gracjana w Tours. Po śmierci swojego przyjaciela, księdza Chapelouda, wynajmuje jego piękny pokój u starej panny Zofii Gamard. W chwili gdy rozpoczyna się opowieść oczekuje nominacji na kanonika katedralnego. Nie wie, że mieszkający u pani Gamard kanonik Troubert, zazdrości mu wszystkiego: mieszkania, wpływowych przyjaciół, bywania w towarzystwie. Nie wie też, że swoim mimowolnym postępowaniem dotknął do żywego pannę Gamard. Troubert zawiera pakt z panną Gamard i wspólnie organizuje szeroką intrygę przeciw prostolinijnemu, niepodejrzewającemu niczego Birotteau. Stara panna dopuszcza się wobec niego szeregu dotkliwych złośliwości, po czym doprowadza Birotteau do zrzeczenia się przez niego wynajmowanego u niej mieszkania, a także podstępem przejmuje odziedziczony po księdzu Chapeloud dobytek. Troubert zajmuje jego mieszkanie, a jako wikariusz generalny utrąca nominację Birotteau na stanowisko kanonika. W obronie księdza występuje pani de Listomère, przygarnia go i przy pomocy wynajętego prawnika wytacza sprawę przeciw Zofii Gamard o wyłudzenie. Troubertowi udaje się pokrzyżować jej plany, blokując awans jej siostrzeńca. Margrabina musi cofnąć swoje poparcie dla Birotteau i nakłonić go do cofnięcia pozwu. Opuszczony Birotteau zostaje zesłany na przedmieścia Tours jako proboszcz kościoła świętego Symforiana. Zofia Gamard umiera, a przed śmiercią cały swój majątek zapisuje kanonikowi Troubert. Pięć miesięcy później Troubert zostaje biskupem Troyes. Umierając niedługo potem, pani de Listomère zapisuje księdzu Birotteau tysiąc pięćset franków renty. Wściekły Troubert opóźnia swój wyjazd z Tours. Po raz wtóry zagraża przyszłości margrabiego de Listomère. Zagrożony magnat zdradza sprawę swojej ciotki i występuje przeciw Birotteau o wyłudzenie zapisu w testamencie. Nowy biskup daruje również dom pani Gamard kapitule, a bibliotekę i książki księdza Chapeloud, niegdyś odziedziczone przez Birotteau, seminarium, doprowadzając tym samym do zawieszenia proboszcza świętego Symforiana, oskarżonego o doprowadzenie do śmierci pani Gamard, w jego funkcjach.

## Osoby występujące w utworze
- ksiądz Franciszek Birroteau – proboszcz z Tours, człowiek naiwny, prostoduszny i łatwowierny. Balzac w dwóch późniejszych utworach uzupełnia jego biografię. W wydanej w 1835 roku Lilii w dolinie informuje, że w sierpniu 1817 roku Birotteau został spowiednikiem Madame de Mortsauf. W 1837 roku w Cezarze Birotteau pisarz dorzuca list Franciszka do starszego brata, do którego zostaje dołączone 10 tysięcy na spłatę perfumiarza. Cezar Birotteau zostaje ogłoszony bankrutem w 1819 roku. Zrehabilitowany, umiera w 1823 roku na trzy lata przed początkiem wydarzeń opisanych w Proboszczu z Tours.
- kanonik Troubert – sprawca wydarzeń zachodzących w utworze. Balzac pisze o nim: Nie ma wątpliwości, że Troubert byłby w innych czasach Hildebrandem albo Aleksandrem VI. Dziś Kościół nie jest już potęgą polityczną i nie spożytkuje już sił swoich samotników[7]. Pomimo tak znakomitych referencji w Deputowanym z Arcis Troubert nadal jest biskupem Troyes[3].
- Zofia Gamard – Tourbert w spódnicy. Balzac charakteryzuje ją jako starą pannę, w utworze reprezentuje inny, świecki aspekt celibatu. Umiera pod koniec opowiadania. Nie pojawia się w innych utworach Komedii ludzkiej.
- rodzina Listomère – konieczność wprowadzenia do utworu pomocy z zewnątrz dla księdza Birotteau i przeciwnika dla kanonika Trouberta tłumaczy pojawienie się w opowiadaniu rodziny Listomère. Rodzina ta wywodzi się z Turenii, z wyższej szlachty, skoligaconej i wpływowej. Tworzą ją: pani de Listomère (zmarła w 1827 roku), która pomaga księdzu Birotteau, jej siostrzeniec, urodzony w 1790 roku, który ostatecznie ją zdradzi i wzmiankowany jedynie, jego wuj w Paryżu, który zasięga u ministra informacji na temat bratanka. W 1835 roku w wydaniu Bécheta Studium kobiety zyskuje on tytuł markiza, a jego żona zastępuje hrabinę de *** z wcześniejszego wydania (1830). W wydaniu z 1842 roku Balzac dodaje, że była siostrą Vandenesse'ów. W Lilii w dolinie w 1835 roku pojawia się markiza wdowa de Listomère z domu Grandlieu, cioteczna babka dzieci Vandenesse'ów oraz ich matka, markiza de Vandenesse, urodzona jako de Listomère.

## Cechy utworu
Proboszcz z Tours jest przede wszystkim utworem o życiu na prowincji oraz psychologii jej mieszkańców, zamkniętych we własnym kręgu, niezainteresowanych wydarzeniami zachodzącymi poza rodzinną miejscowością. Stanowiło to odpowiedź na tworzący się mit sielankowej francuskiej prowincji, stanowiącej w zestawieniu z Paryżem oazę spokoju i tradycyjnych wartości. Balzak ukazywał, że charakterologiczna prostota mieszkańców prowincji (co odnosi się właściwie do wszystkich bohaterów powieści) nie musi automatycznie gwarantować ich szlachetności, a sielankowa prowincja może stać się areną równie wielkiej tragedii, jak niemoralna stolica. To podobieństwo tragicznych losów uczciwych ludzi podkreślał dodatkowo fakt, że tytułowy proboszcz jest bratem Cezara Birotteau, ponoszącego w podobnych okolicznościach klęskę w Paryżu, a charakterologicznie jego dokładnym sobowtórem. Dzieło opisywało równocześnie duchowieństwo francuskie i różne typy księży - od prostego, szczerego i naiwnego Birotteau, poprzez intelektualistę Chapelouda, aż po zwykłego karierowicza Trouberta, dla którego kariera kościelna jest taką samą ścieżką awansu społecznego, jak zwykłe bogacenie się dla innych postaci Komedii ludzkiej. Postacie te i związany z nimi opis prowincjonalnego kościoła również odgrywały rolę demaskatorską. 

## Ekranizacja
Proboszcz z Tours został zekranizowany w 1980 przez Gabriela Axela. Główną rolę zagrał Jean Carmet.